# Future Cop: LAPD
 Future Cop: LAPD — компьютерная игра в жанре шутер от третьего лица, разработанная и опубликованная Electronic Arts. Вначале она была выпущена на PlayStation, а затем на Mac OS и Windows. Первоначально она планировалась как продолжение популярной игры Strike. Финальная видео-сцена Nuclear Strike включает в себя трейлер к следующей игре в серии Future Strike, в том числе снимки робота-меха под названием «Воин». Future Strike не был выпущен, но разработка игры преобразовалась в Future Cop: LAPD, которая предложила игроку геймплей, похожий на предыдущие игры Strike, и меха, похожего на робота из трейлера Future Strike.
Игрок берёт на себя роль пилота X1-Альфа, робота, предназначенного для сражений в так называемых «Преступных войнах» в Лос-Анджелесе в 2098 году. X1-Альфа — полицейский транспорт, который может трансформироваться между быстрой парящей машиной для преследования и медленным полноценным боевым мехом.

## Режимы игры
В игре имеется два режима игры, «Преступные войны» и «Полицейский штурм» (оба режима можно играть в одиночку или двумя игроками).

### Сюжет
«Преступные войны» — это режим истории, рабочие будни пилота X1-Альфа Полицейского департамента Лос-Анджелеса. Задания бывают разными, от уничтожения сумасшедших бандитов, вооружённых до зубов, до исправления повреждённого суперкомпьютера. Игроки начинают в футуристическом парке Гриффита, но при прохождении игры разблокируются и другие области, такие как Пляж Венис, Международный аэропорт Лос-Анджелеса и Лонг-Бич. «Преступные войны» также поддерживают кооперативный режим игры. Совместная игра обладает уникальной особенностью: индикатор жизни обоих игроков взаимосвязан, и если любой игрок будет уничтожен, это засчитывается как провал для обоих игроков.

### Свободный режим
Полицейский штурм является свободным боевым режимом, в котором каждый игрок начинает только с одной базой и может захватывать автоматизированные турели и заставы на всем уровне. Цель состоит в том, чтобы победить противников, покупая и доставляя бронетехнику на вражескую базу для её уничтожения. Игра заканчивается, когда база одного из игроков разрушена стандартными танками или сверхтяжёлым танком «Дредноут». Игроки могут также развернуть оборонительные вертолёты или «летающую крепость» — огромный летающий корабль, который оказывает помощь в защите периметра, сбивая вражеские танки, которые входят на базу. Однопользовательский режим заключается в битве с компьютерным оппонентом под названием «Небесный капитан», чьё воплощение в игре — огромный летающий корабль, более мощный и продвинутый, чем X1-Альфа. Режим игры для двоих игроков — это конкурентная борьба между двумя роботами X1-Альфа. Есть пять различных районов для Полицейского штурма с 10 настройками сложности (для одного игрока). Существует также бонус-режим, известный как «Охота на жуков», который похож на обычную игру, за исключением того, что все объекты заменены на насекомых, таких как гусеницы и бабочки, вместо бронетехники и вертолётов. Летающие крепости теперь — летучие мыши, а «Дредноут» выглядит как большой уродливый червь.
Список цитат Небесного Капитана https://www.youtube.com/watch?v=akup9CMW5ec

## Оружие
Future Cop имеет широкий арсенал разблокируемого оружия, в том числе лазер Гатлинга и плазменную пушку, а также ряд других орудий; каждое оружие имеет свои плюсы и минусы.

### Первичное оружие
Миниган — пара скорострельных пулемётов, эффективная против пехоты и легко вооруженных транспортных средств. Усиления повышают урон и (незначительно) скорострельность пулемёта. Слабее него только огнемёт.
Огнемёт — одиночная струя огня. Эффективна только против пехоты. Усиление увеличивает дальность применения и немного урон.
Лазер Гатлинга — два лазера Гатлинга. Эффективны против всех врагов. Усиление повышает урон, скорострельность и меняет цвет на красный.
Электрическая пушка — напоминает катушку Тесла. Очень эффективно против пехоты. Усиления добавляют эффект сцепления, улучшающий бой с группами.
Бунтарский щит — генерирует перед X-1 Alpha щит, частично поглощающий вражеский огонь и убивающий всех, кто подбирается слишком близко. Усиление повышает размер щита. Секретное оружие: чтобы открыть его, нужно найти невидимый на карте и радаре ящик (выглядит как обычный с оружием или регенератором щита). Находится в Студио Сити (канализация).

### Тяжёлое оружие
Адский огонь 2000 — стандартные самонаводящиеся ракеты, эффективные против целей, защищённых легкой броней. Усиления вводят ракеты с несколькими боеголовками, которые разделяются и выбирают отдельные цели.
Сотрясающий луч — лазерная пушка, особо эффективная против быстрых целей, защищённых тяжёлой броней. Усиления повышают урон и скорострельность.
Сверхскоростные ракеты — стремительные, но довольно слабые ракеты. Эффективны против быстрых целей и пехоты. Усиление повышает урон.
Комбинированная торпеда — медленно перемещающееся, контролируемое энергетическое оружие. Эффективно против любых целей. Усиление повышает урон и дальность.
К9 Робо-Пёс — похож на ракету Адского огня, разница заключается в том, что Robo K9 атакует выбранную цель и продолжает наносить ей урон, пока цель или сам Robo K9 не будут уничтожены. Как правило, он уничтожается при столкновении с целью. В случае уничтожения цели Robo K9 начинает искать ближайшую новую цель. Robo K9 эффективно действует против стоящих и спящих объектов. Усиления повышают количество Robo K9, которыми можно стрелять за раз. Секретное оружие: находится в Венеции.

### Специальное оружие
Миномёт — взрывное оружие с вертикальной траекторией выстрела. Эффективно против защит баз и стационарных юнитов. Усиления придают боеголовке возможность распада на фрагменты, мощь которых эквивалентна мощи стандартной мины.
Отскакивающие мины — взрываются через короткое время после повреждения всех целей в некоторой области. В основном используются как защитное оружие и против стационарных целей. Усиления повышают радиус взрыва.
Плазменная вспышка — энергетическое оружие с вертикальной траекторией выстрела. Напоминает миномёт, отличаясь от него большими значениями дальнобойности и урона. Но оно ещё дольше летит до цели.
Генератор шоковых волн — производит вокруг транспортного средства крупные шоковые волны, повреждающие цели со всех направлений. Диапазон действия шоковых волн очень мал, поэтому к целям нужно подбираться почти вплотную. Усиления дают возможность запуска трёх шоковых волн одновременно и более быстрое использование оружия.
Гранатомёт — секретное оружие с вертикальным типом запуска. Детонация гранат может происходить по-разному (контакт с врагом, установленное время, нажатие игроком кнопки), в остальном оружие похоже на миномёт. Усиление повышает урон. Секретное оружие: находится на пляже Зума.

## Отзывы
После продажи всего 200 000 копий игра провалилась. Команда разработчиков была расформирована и ушла на другие рабочие места.
Недавно игра стала доступна на PlayStation Store, продаётся по небольшой цене для PS3 и PSP.